# Ballantine Books
Il Ballantine Publishing Group, meglio conosciuto come Ballantine Books, è una delle maggiori case editrici statunitensi di libri tascabili economici e brossurati. La casa editrice fu fondata nel 1952 da Ian Ballantine e dalla moglie Betty. Oggi fa parte del gruppo Penguin Random House. Il logo della Ballantine è composto da due lettere "B" sovrapposte a rappresentare un cancello stilizzato.